# 法拉利博物馆
法拉利博物馆（Museo Ferrari）原名 Galleria Ferrari，是法拉利公司的一家博物馆，致力于法拉利跑车品牌。博物馆位于法拉利的家乡，意大利摩德纳省马拉内罗，距离法拉利工厂仅300米。
博物馆于1990年2月首次开放，2004年10月增加新馆。自1995年以来，法拉利一直经营着这座博物馆。总面积现在是2500平方米。每年参观该博物馆的人数约为18万人。

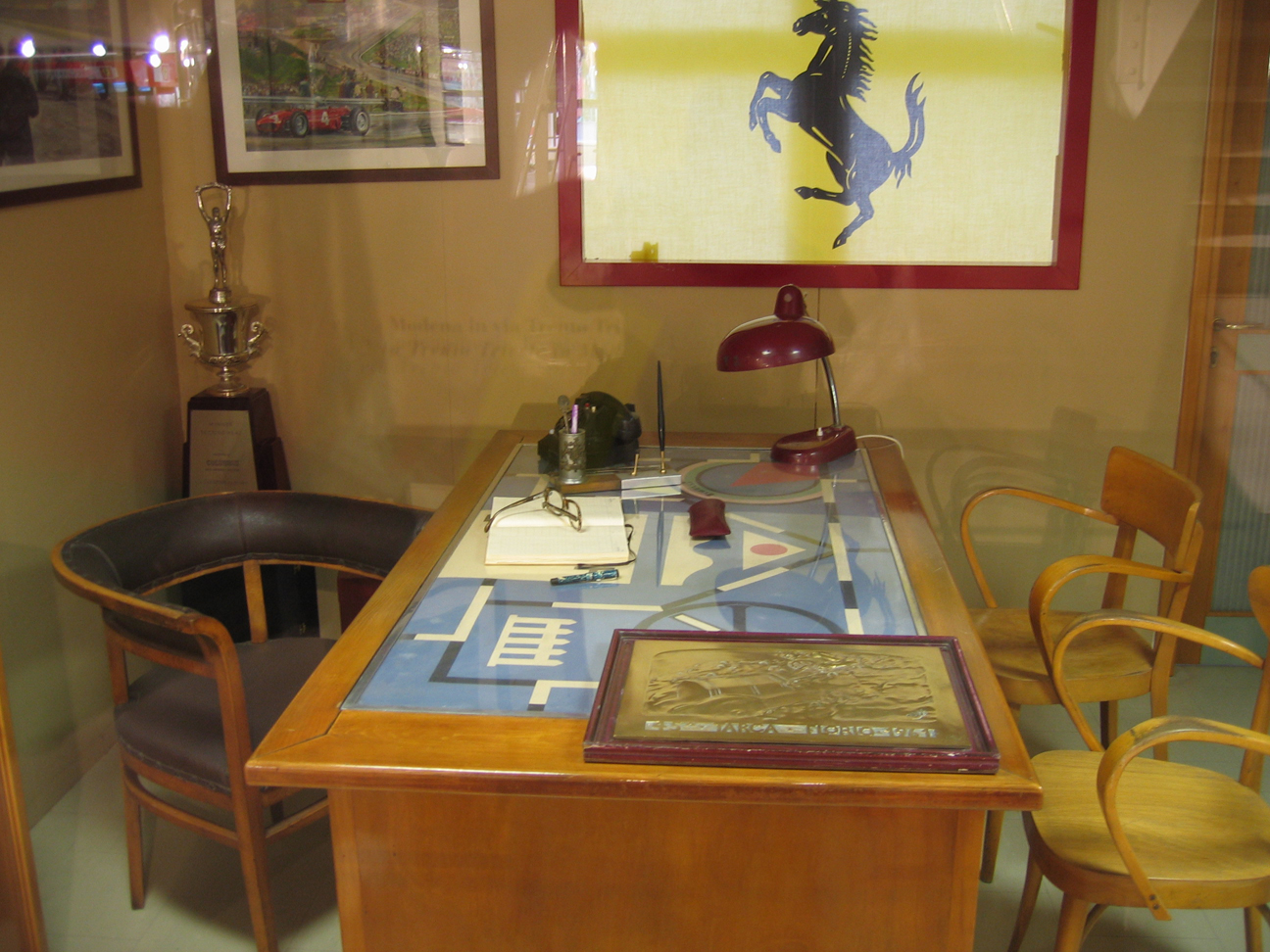
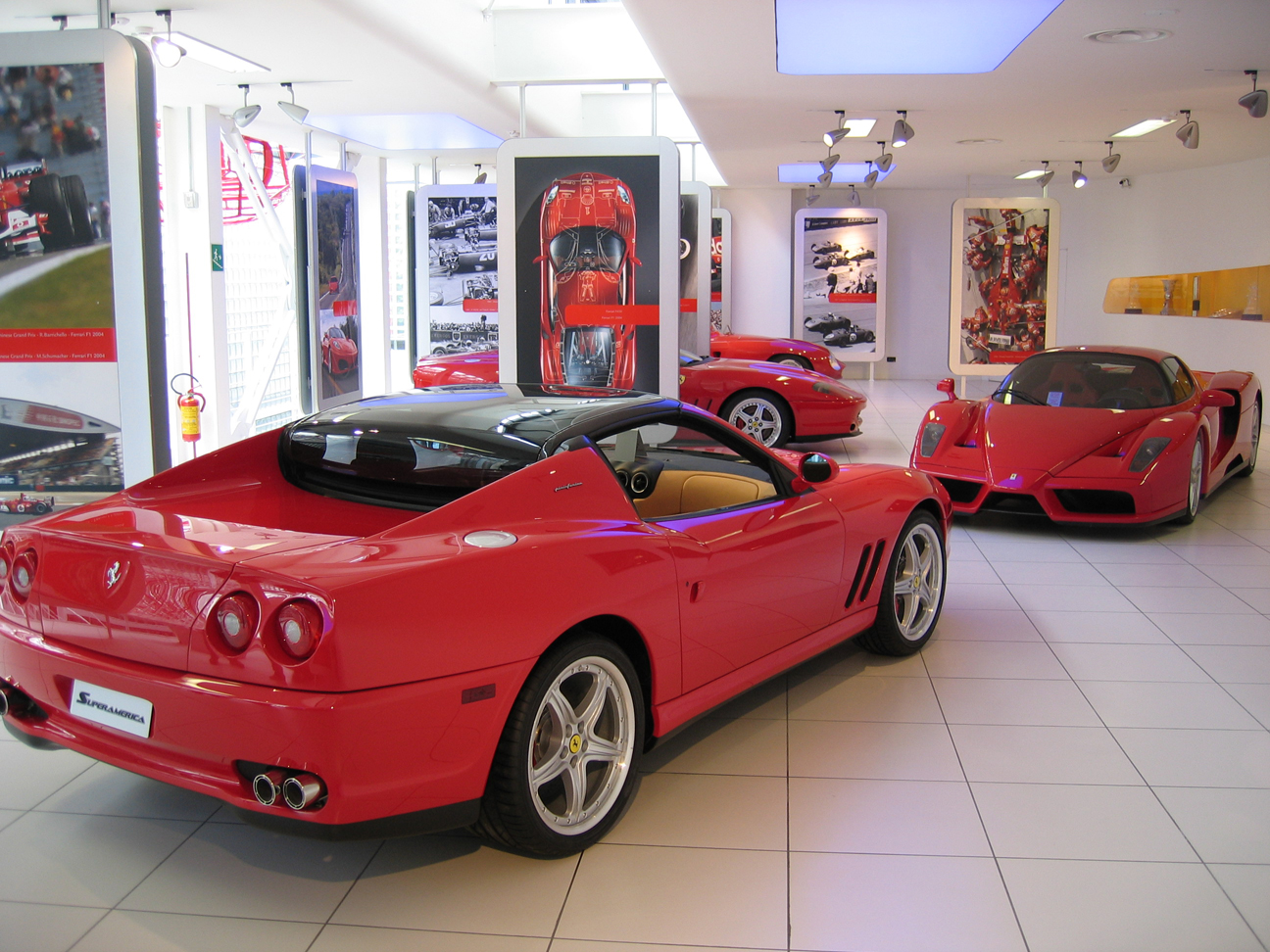
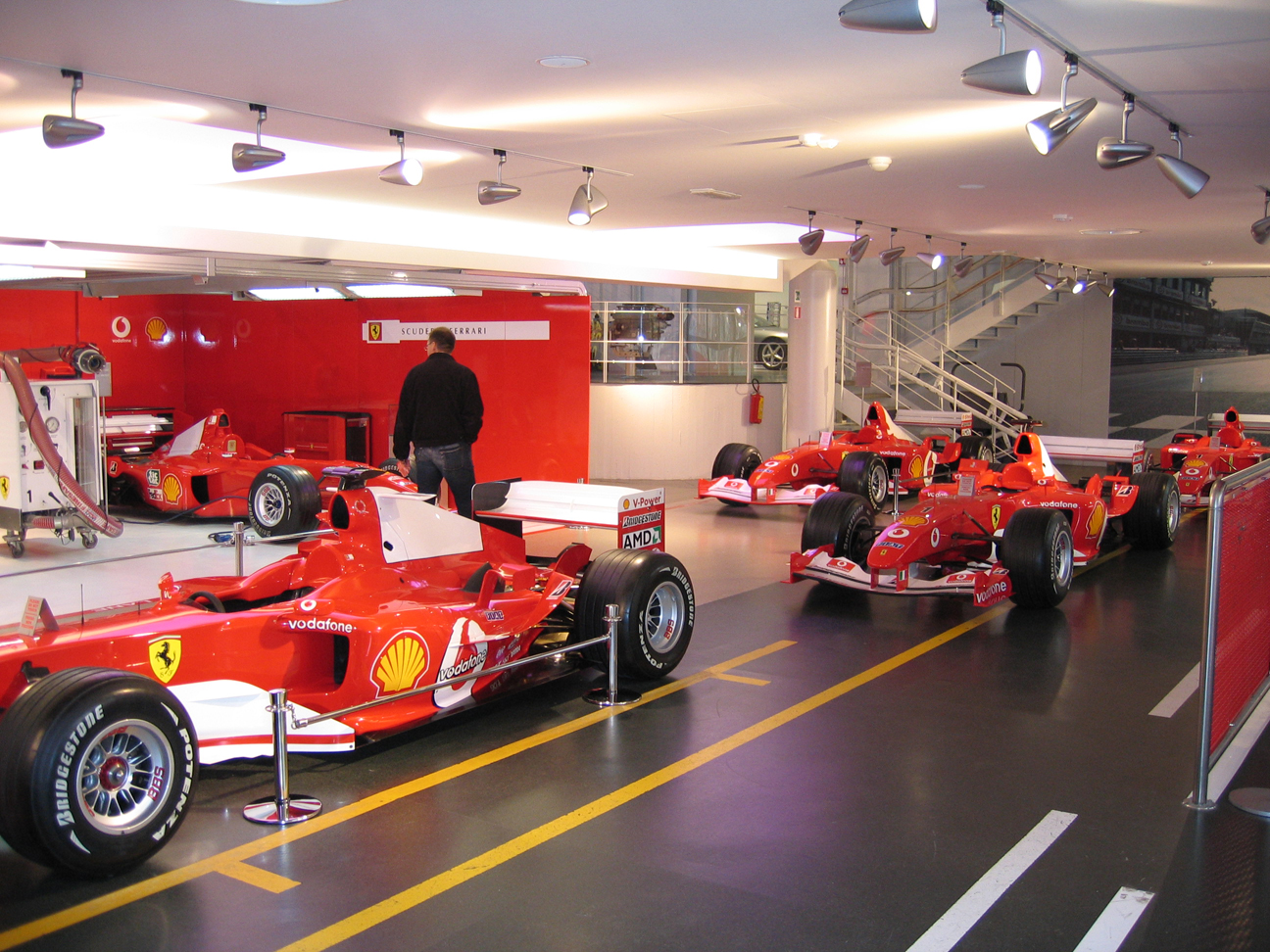
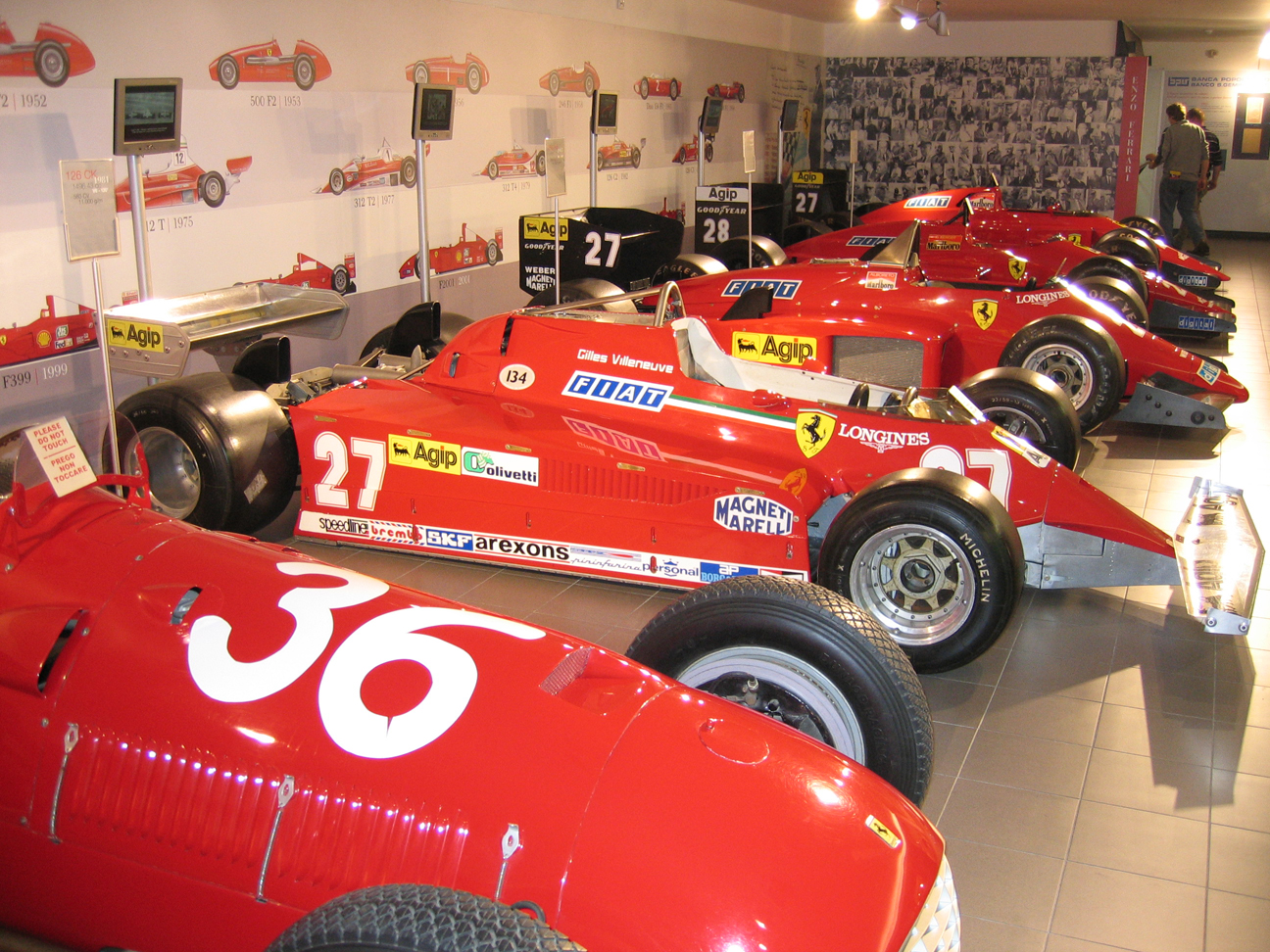